# Скарбовійчук Руслан Володимирович
Руслан Володимирович Скарбовійчук; ВР України, член Комітету з питань аграрної політики та земельних відносин (з грудня 2012), член групи «За мир та стабільність» (з липня 2014).
Народився 16 червня 1975.
Народний депутат України 7-го скликання з грудня 2012, від КПУ, № 12 в списку. На час виборів: директор НДІ екорозвитку Білоцерківського аграрного університету, безпартійний. Член фракції КПУ (грудень 2012 — червень 2014).